# Кадило рівнинне
Кади́ло рівни́нне, або кади́ло сарма́тське (Melittis sarmatica, ≈ Melittis melissophyllum L. subsp. carpatica (Klokov) P.W.Ball) — багаторічна родини глухокропивових. Декоративна та лікарська рослина.
Латинська назва роду утворена від грецького слова меліса — («бджола»). Інші назви — добрівник, добрівчик, доброцей, дубравка, дубрівник, дубровка пахуча, кадельник, кадило бабине, кадило пахуче, лист пчільний, пчільник, язик гадини.
Галенові препарати з рослини мають спазмолітичну, бактеріостатичну, судинорозширювальну, противірусну, протиалергічну, протизапальну, цитостатичну (протипухлинну) дії.

## Опис

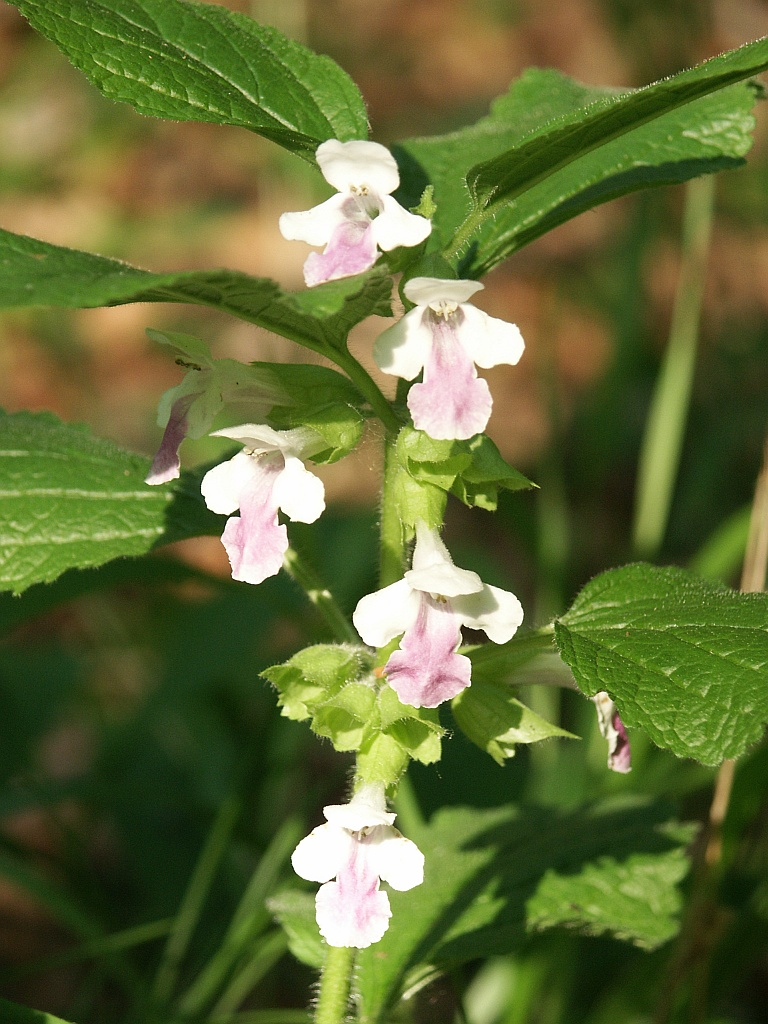
Кадило сарматське.

Багаторічна трав'яниста рослина зовні схожа на кропиву. Займає особливе місце серед цілющих і пряно-ароматичних трав, рослина має приємний запах, що нагадує запах ладану.
Стебло прямостояче чотиригранне покрите мілкими волосками, до 80 см заввишки. Листки черешкові, довгасто-яйцеподібні, крупнозубчасті, темно-зелені.
Квітки білі або блідо-рожеві, трубчасті, знаходяться в пазухах переважно верхніх листків (пелюстки до 32—40 мм в довжину), виділяють приємний і досить сильний медовий запах. Цвіте з кінця травня до середини червня.
Плід — сухий яйцеподібний чотиригорішок, що розпадається на 4 однонасіннєві горішки, дозріває в серпні.

## Поширення
Кадило рівнинне поширене у Центральній та Південній Європі. Зростає цей представник флори переважно в змішаних лісах. В Україні росте у дикому стані в північних областях, в Карпатах, зрідка у правобережній лісостеповій зоні. Вирощують і з декоративною метою.

## Хімічний склад
Кадило сарматське містить вітаміни, ефірні олії, органічні кислоти, макро- та мікроелементи, вуглеводи, дубильні речовини також кумарини і флавоноїди.

## Збір та заготівля
Стебла рослини зрізають на висоті 5-10 см від землі у фазі цвітіння, сушать в добре провітрюваному приміщенні. Тривалість сушіння до 10 днів. Зберігають в пакетах або в щільно закритих коробках.

## Застосування
Кадило рівнинне має ранозагоювальні властивості, нормалізує роботу шлунково-кишкової системи, усуває коліки і біль. Ефективно при різних захворюваннях і наривах у роті та горлі. Настоянку з трави застосовують при захворюваннях печінки, серця та нервових розладах, а препарати з неї ефективні при лікуванні алергії. Використовуються для ароматизації напоїв.